# Gerhard Immler

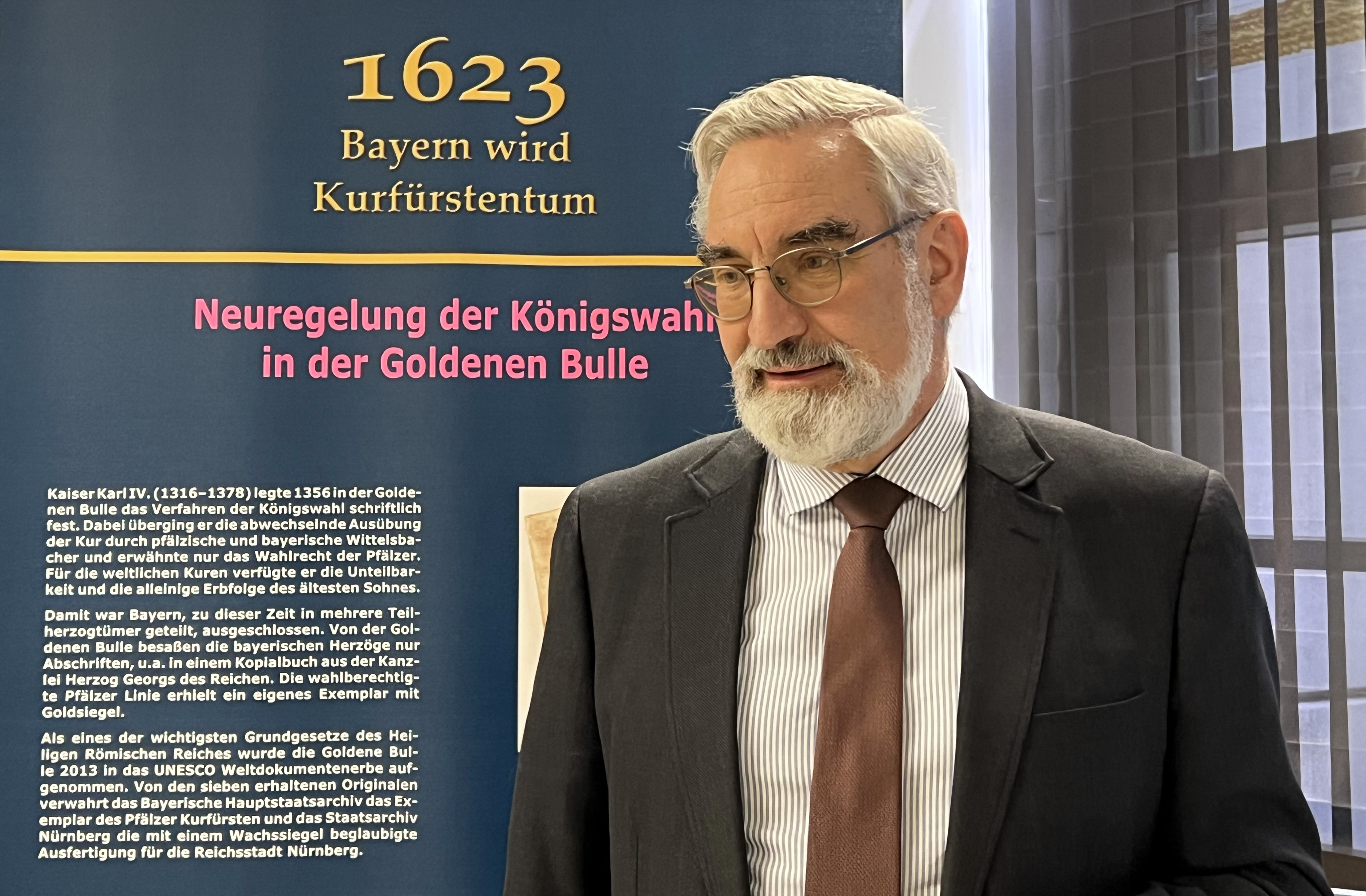
Gerhard Immler, 2023

Gerhard Immler (* 16. November 1961 in Kempten) ist ein deutscher Archivar und Historiker. Immler ist Lehrbeauftragter an der Ludwig-Maximilians-Universität München und Dozent an der Bayerischen Archivschule. Er ist seit 2012 leitender Archivdirektor am Bayerischen Hauptstaatsarchiv.

## Leben
Immler besuchte von 1971 bis 1980 das Carl-von-Linde-Gymnasium in Kempten und absolvierte nach bestandenem Abitur seinen Wehrdienst. 1981 begann er ein Studium der Geschichte und Anglistik an der Ludwig-Maximilians-Universität München, das er 1986 mit dem Staatsexamen für das Lehramt an Gymnasien abschließen konnte. Noch im gleichen Jahr folgte, bis 1988, ein  Promotionsstudium in Bayerischer und Mittelalterlicher Geschichte sowie Englischer Sprachwissenschaft. Gleichzeitig übernahm er als Wissenschaftliche Hilfskraft eine Anstellung am Institut für Bayerische Geschichte.
1989 promovierte Immler bei Professor Andreas Kraus mit einer Dissertation über Kurfürst Maximilian I. von Bayern und dessen Rolle im Westfälischen Frieden. Die Arbeit wurde 1992 mit dem Titel Kurfürst Maximilian I. und der Westfälische Friedenskongress. Die bayrische auswärtige Politik von 1644 bis zum Ulmer Waffenstillstand als Band 20 der Monografischen Schriftenreihe der Vereinigung zur Erforschung der Neueren Geschichte veröffentlicht. Bis 1991 war er Archivreferendar an der Archivschule München und ab August 1991 Archivrat, ab 1998 Archivoberrat, am Staatsarchiv Augsburg. Im Dezember 1998 erfolgte seine Ernennung zum Leiter des Geheimen Hausarchivs des Bayerischen Hauptstaatsarchivs und 2006 die Beförderung zum Archivdirektor und 2012 die Ernennung zum leitenden Archivdirektor.
Bereits 1998 bis 1999 übernahm Immler einen Lehrauftrag für Geschichtliche Hilfswissenschaften an der Universität Augsburg. Seit 2003 ist er Dozent an der Bayerischen Archivschule für deutsche und bayerische Geschichte und seit 2009 Lehrbeauftragter an der Ludwig-Maximilians-Universität München für Paläographie und Archivalienkunde. Er ist Mitglied in der Kommission für bayerische Landesgeschichte bei der Bayerischen Akademie der Wissenschaften und in der Schwäbischen Forschungsgemeinschaft.
Gerhard Immler ist Autor, Bearbeiter und Herausgeber zahlreicher Fachveröffentlichungen sowie Mitautor des Historischen Lexikon Bayerns und der Neuen Deutschen Biographie.

## Veröffentlichungen (Auswahl)

### Autor
- Die Bewertung der Friedenspolitik des Kurfürsten Maximilian I. von Bayern 1639–1648 in der Historiographie. Lassleben, Kallmünz 1989, ISBN 978-3-7847-3013-4.
- Kurfürst Maximilian I. und der Westfälische Friedenskongress. Die bayerische auswärtige Politik von 1644 bis zum Ulmer Waffenstillstand. (Dissertationsschrift), Aschendorff, Münster 1992, ISBN 978-3-402-05671-4.
- Renaissancehof und Benediktinerkloster. Eine kleine Geschichte des Fürststifts Kempten zwischen Bauernkrieg und Dreißigjährigem Krieg. Kösel, Kempten 1993.
- Staatsarchiv Augsburg. Fürststift-Kempten-Archiv. 2 Bände, Bayerisches Hauptstaatsarchiv, München 2002, ISBN 978-3-921635-68-1.
- Zwischen Newa und Isar. Blick auf bayerisch-russische Beziehungen im 19. Jahrhundert. Als Mitautor, Generaldirektion der Staatlichen Archive Bayerns, München 2003, ISBN 978-3-921635-78-0.
- Kinderleben im Konzert der Mächte. Kurprinz Joseph Ferdinand, Fürst von Asturien (1692–1699). Als Mitautor, Generaldirektion der Staatlichen Archive Bayerns, München 2012, ISBN 978-3-938831-39-7.
- Die Wittelsbacher. Primus, Darmstadt 2013, ISBN 978-3-86312-044-3.
- Über Land und Meer. Vom Orden der Johanniter und Malteser in Bayern. Als Mitautor, Generaldirektion der Staatlichen Archive Bayerns, München 2018, ISBN 978-3-938831-84-7.

### Herausgeber und Bearbeiter
- Blicke über die Alpen. Ein Streifzug durch die Geschichte der bayerisch-slowenischen Beziehungen. Generaldirektion der Staatlichen Archive Bayerns, München 2007, ISBN 978-3-938831-06-9.
- Die diplomatische Korrespondenz Kurbayerns zum westfälischen Friedenskongress.
  - Band 1: Die Instruktionen von 1644. Kommission für Bayerische Landesgeschichte, München 2000, ISBN 978-3-7696-9704-9.
  - Band 2, Teil 1: Die diplomatische Korrespondenz Kurfürst Maximilians I. von Bayern mit seinen Gesandten in Münster und Osnabrück. Dezember 1644 – Juli 1645. Kommission für Bayerische Landesgeschichte, München 2009, ISBN 978-3-7696-6612-0.
  - Band 2, Teil 2: Die diplomatische Korrespondenz Kurfürst Maximilians I. von Bayern mit seinen Gesandten in Münster und Osnabrück. August – November 1645. Kommission für Bayerische Landesgeschichte, München 2013, ISBN 978-3-7696-6614-4.
  - Band 3: Die diplomatische Korrespondenz Kurfürst Maximilians I. von Bayern mit seinen Gesandten in Münster und Osnabrück. Dezember 1645 – April 1646. Kommission für Bayerische Landesgeschichte, München 2018, ISBN 978-3-7696-6617-5.
- (mit Thaddäus Steiner): Das Urbar des Hochstifts Augsburg von 1316 (= Veröffentlichungen der Schwäbischen Forschungsgemeinschaft 5a/4). Wißner, Augsburg 2019, ISBN 978-3-95786-202-0.